# Naustholmen (Lindås)
Ne doit pas être confondu avec Naustholmen, Naustholmen (Masfjorden) ou Naustholmen (Bjørnafjorden).
Naustholmen, est une île dans le landskap Sunnhordland du comté de Vestland. Elle appartient administrativement à Lindås.

## Géographie
Rocheuse et couverte d'arbres, à fleur d'eau, elle s'étend sur environ 129 m de longueur pour une largeur approximative de 89 m. 